# Guadalupe Victoria Dos
Guadalupe Victoria Dos es una localidad del estado mexicano de Chiapas. Es parte del municipio de Simojovel.

## Toponimia
El nombre de la localidad rinde homenaje a Guadalupe Victoria, primer presidente de México.

## Demografía
| Gráfica de evolución demográfica |
|                                  |

| Censo | Población |
| ----- | --------- |
| 1990  | 502       |
| 2000  | 724       |
| 2010  | 958       |
| 2020  | 1 118     |